# Hillary Wolfová
Hillary Jocelyn Wolfová (* 7. února 1977 Chicago) je bývalá americká dětská herečka a zápasnice – judistka.

## Sportovní kariéra
S judem začínala v 7 letech v rodném Chicagu po vzoru staršího bratra Bretta a pod dohledem bratří Cohenů. Na střední škole Francis Parker High hrála pozemní hokej. V americké judistické reprezentaci se pohybovala od 15 let v superlehké váze do 48 kg, kdy dala přednost sportovní kariéře před filmovou. V roce 1996 startovala na olympijských hrách v Atlantě jako domácí medailová naděje. Nevyladila však optimálně formu. Po porážce ve čtvrtfinále na ippon submisí od Kubánky Amarilis Savónové prohrála i v úvodním kole oprav na praporky (hantei) s Salímou Souakriovou z Alžírska.
Od roku 1998 přestoupila do vyšší pololehké váhy do 52 kg, ale na jaře si vážně pravé poranila koleno a po plastice vazu se do reprezentace vrátila po roce. V roce 2000 se kvalifikovala na olympijské hry v Sydney, kde prohrála v úvodním kole se Severokorejkou Kje Sun-hui na ippon technikou seoi-nage. Sportovní kariéru ukončila v roce 2004.

### Výsledky
| Turnaj                  | 1994            | 1995            | 1996            | 1997            | 1998      | 1999      | 2000      |
| Turnaj                  | 17              | 18              | 19              | 20              | 21        | 22        | 23        |
| Turnaj                  | superlehká váha | superlehká váha | superlehká váha | superlehká váha | pololehká | pololehká | pololehká |
| ----------------------- | --------------- | --------------- | --------------- | --------------- | --------- | --------- | --------- |
| Olympijské hry          |                 |                 | úč.             |                 |           |           | úč.       |
| Mistrovství světa       |                 | 5.              |                 | úč.             |           | —         |           |
| Panamerické hry         |                 | úč.             |                 |                 |           | —         |           |
| Panamerické mistrovství | 2.              |                 | 2.              | 3.              | —         | 1.        | —         |
| MS juniorů              | 1.              |                 |                 |                 |           |           |           |

## Filmografie
- Čekání na světlo (Waiting for the Light) (1990)
- Sám doma (1990)
- Big Girls Don't Cry… They Get Even (1992)
- Sám doma 2: Ztracen v New Yorku (1992)